# Algimantas Dailidė
Algimantas Mykolas Dailidė (ur. 12 marca 1921 w Kownie, zm. 2015 w Ohio) – litewski zbrodniarz wojenny, funkcjonariusz Saugumo, kolaboracyjnej policji bezpieczeństwa w służbie III Rzeszy. 
Po wojnie ukrywał się w USA, zatajając swoją wojenną działalność. W 1997 r., cofnięto mu amerykańskie obywatelstwo i w 2006 r., stanął przed litewskim sądem za aresztowanie w czasie wojny 12 wileńskich Żydów próbujących uciec z tamtejszego getta oraz aresztowanie dwóch Polaków, którzy następnie byli represjonowani jako więźniowie polityczni. Pomimo wyroku skazującego w sprawie Algimantasa Dailidė, odstąpiono od wykonania wyroku na nim ze względu na jego podeszły wiek. W 2012 r., dalej znajdował się na Liście poszukiwanych zbrodniarzy nazistowskich Centrum Szymona Wiesenthala. W 2016 Centrum Szymona Wiesenthala umieściło go na 9. miejscu listy najbardziej poszukiwanych zbrodniarzy nazistowskich.